# Флуктуация
Флуктуа́ция (от лат. fluctuatio — колебание) — любое случайное отклонение какой-либо величины.
В квантовой механике — отклонение от среднего значения случайной величины, характеризующей систему из большого числа хаотично взаимодействующих частиц; такие отклонения вызываются тепловым движением частиц или квантовомеханическими эффектами.
Примером флуктуаций являются флуктуации плотности вещества в окрестностях критических точек, приводящие, в частности, к сильному рассеянию света и потере прозрачности (опалесценция).
Флуктуации, вызванные квантовомеханическими эффектами, присутствуют даже при температуре абсолютного нуля. Они принципиально неустранимы. Пример проявления квантовомеханических флуктуаций — эффект Казимира, а также силы Ван-дер-Ваальса. Непосредственно наблюдаемы квантовомеханические флуктуации для заряда, прошедшего через квантовый точечный контакт — квантовый дробовой шум.

## Электрические флуктуации
Электрические флуктуации — хаотичные изменения потенциалов, токов и зарядов в электрических цепях и линиях передачи, вызываемые тепловым движением носителей заряда и другими физическими процессами в веществе, обусловленными дискретной природой электричества (естественные электрические флуктуации), а также случайными изменениями и нестабильностью характеристик цепей (технические электрические флуктуации). Электрические флуктуации возникают в проводниках, электронных и ионных приборах, а также в атмосфере, где происходит распространение радиоволн. Электрические флуктуации приводят к появлению ложных сигналов — шумов на выходе усилителей электрических сигналов, ограничивают их чувствительность и помехоустойчивость, уменьшают стабильность генераторов, устойчивость систем автоматического регулирования и т. д.
В проводниках, в результате теплового движения носителей заряда, возникает флуктуирующая разность потенциалов (тепловой шум). В металлах, из-за большой концентрации электронов проводимости и малой длины их свободного пробега, тепловые скорости электронов во много раз превосходят скорость направленного движения (дрейфа) в электрическом поле. Поэтому электрические флуктуации в металлах зависят от температуры, но не зависят от приложенного напряжения (формула Найквиста). При комнатной температуре интенсивность тепловых электрических флуктуаций остаётся постоянной до частот {\displaystyle \sim 10^{12}} Гц. Хотя тепловые электрические флуктуации возникают только в активных сопротивлениях, наличие в цепи реактивных элементов (конденсаторов и катушек индуктивности) может изменить частотный спектр электрических флуктуаций.
В неметаллических проводниках электрические флуктуации увеличиваются за счёт медленной случайной перестройки структуры проводника под действием тока. Эти электрические флуктуации на несколько порядков превышают тепловые. Электрические флуктуации в электровакуумных и ионных приборах связаны главным образом со случайным характером электронной эмиссии с катода (дробовой шум). Интенсивность дробовых электрических флуктуаций практически постоянна для частот меньших {\displaystyle 10^{8}} Гц. Она зависит от присутствия остаточных ионов и величины объёмного заряда. Дополнительные источники электрических флуктуаций в этих приборах — вторичная электронная эмиссия с анода и сеток электронных ламп, динодов фотоэлектронных умножителей и т. п., а также случайное перераспределение тока между электродами. Наблюдаются также медленные электрические флуктуации, связанные с различными процессами на катоде. В газоразрядных приборах низкого давления электрические флуктуации возникают из-за теплового движения электронов.
В полупроводниковых приборах электрические флуктуации обусловлены случайным характером процессов генерации и рекомбинации электронов и дырок (генерационно-рекомбинационный шум) и диффузии носителей заряда (диффузионный шум). Оба процесса дают вклад как в тепловой, так и в дробовой шумы полупроводниковых приборов. Частотный спектр этих электрических флуктуаций определяется временами жизни и дрейфа носителей. В полупроводниковых приборах на низких частотах наблюдаются также электрические флуктуации, обусловленные «улавливанием» электронов и дырок дефектами кристаллической решётки (модуляционный шум).
В приборах квантовой электроники электрические флуктуации ничтожно малы и обусловлены спонтанным излучением (квантовый усилитель).
Так называемые технические электрические флуктуации связаны с температурными изменениями параметров цепей и их «старением», нестабильностью источников питания, с помехами от промышленных установок, вибрацией и толчками, с нарушениями электрических контактов и т. п.
Электрические флуктуации в генераторах электромагнитных колебаний вызывают модуляцию амплитуды и частоты колебаний (модулированные колебания), что приводит к появлению непрерывного частотного спектра колебаний и к уширению спектральной линии генерируемых колебаний, составляющему величину {\displaystyle 10^{-7}-10^{-12}} от несущей частоты.

### Физика явления
В электрических проводниках наиболее устойчивыми флуктуациями оказываются флуктуации, приводящие к возникновению стоячих волн. Число стоячих электромагнитных волн с частотами от {\displaystyle \nu } до {\displaystyle \nu +d\nu } в проводнике длиной {\displaystyle L} с учётом поляризации равно {\displaystyle dn(\nu )=2\cdot {\frac {2Ld\nu }{c}}}, здесь {\displaystyle c} − скорость света. Будем считать, что на каждую стоячую волну приходится энергия {\displaystyle kT}, соответствующая энергии гармонического осциллятора. Здесь {\displaystyle k} − постоянная Больцмана, {\displaystyle T} − абсолютная температура. Тогда энергия стоячих волн с частотами от {\displaystyle \nu } до {\displaystyle \nu +d\nu } будет {\displaystyle dE(\nu )=4\cdot {\frac {L}{c}}d\nu kT}. Мощность на единицу длины цепи равна {\displaystyle dW={\frac {dE(\nu )}{\frac {L}{c}}}=4kTd\nu }. Вся энергия флуктуационных токов снова переходит в тепло на сопротивлении. Потеря мощности на единице длины проводника с сопротивлением {\displaystyle R} по закону Джоуля-Ленца равна {\displaystyle {\frac {dW(\nu )}{d\nu }}={\frac {{\overline {E^{2}}}(\nu )}{R}}}, где {\displaystyle {\overline {E^{2}}}} − средний квадрат флуктуационной ЭДС для волн с частотой {\displaystyle \nu }. Получаем формулу Найквиста {\displaystyle {\overline {E^{2}}}=4kTR(\nu )}.

## Флуктуации в произведениях искусства
В фантастической повести А. и Б. Стругацких «Стажёры» флуктуация определяется как отклонение от наиболее вероятного состояния, причём вероятность этого отклонения ничтожно мала. Персонаж повести Жилин описывает свою встречу с человеком, называющим себя «Гигантской флюктуацией». Этот человек так себя называл, потому что на события, происходящие с ним, не распространялась теория вероятностей. С ним происходили невероятные события столь часто, что это ломало всю теорию.